# Isma’il Hamdani
Isma’il Hamdani (arab. إسماعيل حمداني, Ismāʿīl Ḥamdānī, fr. Smaïl Hamdani, ur. 11 marca 1930 w Kanzat w prowincji Satif, zm. 7 lutego 2017) – algierski dyplomata i polityk, w latach 1998–1999 premier Algierii, wieloletni ambasador.

## Życiorys
Urodził się 11 marca 1930 roku.
Od 1962 był członkiem Frontu Wyzwolenia Narodowego. Był ambasadorem Algierii w Belgii, Szwecji (1983–1984), Hiszpanii (1984–1985) i Francji (1989–1992). Pracował również na różnych stanowiskach w algierskim Ministerstwie Spraw Zagranicznych.
Podczas kadencji prezydenta Liamine’a Zérouala, jako bezpartyjny polityk objął 15 grudnia 1998 urząd premiera Algierii, zastępując Ahmeda Ujahję. Pozostał na stanowisku przez 12 miesięcy, do 23 grudnia 1999, kiedy nowym premierem został Ahmed Benbitour.
Zmarł 7 lutego 2017.